# Peromyia boreophila
Peromyia boreophila är en tvåvingeart som beskrevs av Jaschhof 2001. Peromyia boreophila ingår i släktet Peromyia och familjen gallmyggor. Arten har ej påträffats i Sverige. Inga underarter finns listade i Catalogue of Life.